# Eunicella hendersoni
Eunicella hendersoni är en korallart som beskrevs av Kükenthal 1908. Eunicella hendersoni ingår i släktet Eunicella, och familjen Gorgoniidae. Inga underarter finns listade i Catalogue of Life.